# The Four
The Four (Chino: 少年四大名捕), es una serie de televisión china transmitida del 17 de marzo del 2015 hasta el 23 de junio del 2015 por medio de Hunan TV. La serie etá basada en  la última adaptación de la novela "Si Da Ming Bu" (四大名捕; The Four Great Constables) de Woon Swee Oan.

## Sinopsis
Durante la Dinastía Ming, hay cuatro guardias detectives Leng Xie, Wu Qing, Zhui Ming y Tie Shou, conocidos por sus supremas habilidades en las artes marciales y sus perspicaces ideas para resolver los desafiantes y misteriosos asesinatos que ocurren.
Un día Leng Xie, salva a una joven llamada Chu Limo, quien está huyendo del palacio imperial. Cuando el maestro de los cuatro detectives Zhuge Zhenwo, descubre que Chu Limo es en realidad la hija de Xia Hongyao, una monja de la secta Sheng Yue que se especializa en leer las mentes de las personas, decide protegerla y cuidarla. Al principio Leng Xie y Chu Limo no se llevan bien, pero su relación crece lentamente y se vuelve más cercana cuando deben enfrentar tiempos difíciles. 
Por otro lado An Shidi, quiere deshacerse de los cuatro guardianes, luego de que estos expusieran sus numerosos crímenes y malas acciones. Shidi utiliza a la infantil y desagradable Ji Yaohua, quien está celosa de la relación de Leng Xie y Chu Limo, para lastimarlos. 
Juntos, los cuatro guardias deben trabajar para derrocar a An Shidi, al mismo tiempo, que cada uno encuentra su propia felicidad.

## Reparto

### Personajes principales
- The Four Constables:

| Actor                   | Personaje                                   | N.º de episodios | Notas |
| ----------------------- | ------------------------------------------- | ---------------- | --- |
| Hans Zhang              | Leng Xie, "Cold Blood"                      | 48               | Es el Príncipe de la Tribu Lobo, y un hábil espadachín. Es frío y silencioso debido a las turbulencias y su doloroso pasado. Inicialmente cuando conoce a Chu Limo luego de salvarla, tiene una relación difícil sin embargo poco a poco se va enamorando de ella. |
| Yang Yang               | Wu Qing, "Heartless"                        | 42               | Es un caballero y un hombre gentil y atractivo, se especializa en el uso del abanico y otras armas ocultas. Aunque termina sintiéndose atraído por Nangong Ruyin y Mu Xue, no es capaz de alcanzar la felicidad.                                                   |
| William Chan            | Zhui Ming, "Chaser"                         | 39               | Es un hombre optimista, alegre y leal, al que le encanta beber vino. Es un experto en la técnica de artes marciales Qinggong y está enamorado de la Princesa Imperial Ziluo.                                                                                       |
| Mao Zijun Huang Tian Qi | Tie Shou, "Iron Fist" Tie Shou (de pequeño) | 38               | Es un boxeador que usa sus puños de hierro como arma, posee un comportamiento real y es muy servicial, constantemente lucha contra la injusticia. Te Shou está enamorado de Ling Yiyi.                                                                             |

### Personajes secundarios
| Actor                      | Personaje              | N.º de episodios | Notas |
| -------------------------- | ---------------------- | ---------------- | --- |
| Janine Chang               | Chu Limo               | 47               | Es la hija de Xia Hongyao. Limo posee un talento para leer las mentes de las personas. Mientras escapaba del palacio, luego e ser elegida como una de las mujeres que se uniría al harem del Emperador, es salvada por Leng Xie y se convierte en su ayudante en la mansión "Shen Hou". |
| Mickey He                  | An Shidi               | 38               | Es el principal enemigo de los detectives y él responsable de todas las malas acciones; incluyendo el asesinato de la familia de Leng Xie. Su objetivo es la de convertirse en el Emperador para vengar la muerte de su amante, Hu Die. Por lo que usa la píldora "Soul" para controlar a los cuatro villanos: Yan Zhao, Tang Chou, Shu Wan y Zhao Hao, así como a Wen Ruyi y su hijo Wen Wuchang, para lograr sus objetivos.             |
| Emma Wu (Gui Gui)          | Ling Yiyi              | 21               | Es una joven sencilla y leal, que hace cualquier cosa por el hombre que ama. Yiyi es utilizada por los enemigos de los detectives y su cuerpo se vuelve venenoso. |
| Jia Qing                   | Ji Yaohua              | 37               | Es una joven feroz y obstinada, y gracias al cargo oficial de su padre, se le hace muy fácil convertirse en una de las principales guardias femeninas. Está enamorada de Leng Xie, aunque él no la ama, cuando su familia arregla su compromiso con él, se emociona, sin embargo cuando descubre que Leng Xie está enamorado de Chu Limo comienza a odiarla, llena de celos ayuda a An Shidi en sus planes por destruir a los detectives. |
| Huang Wenhao (Howie Huang) | Zhuge Zhenwo           | 26               | Es el maestro de Leng Xie, Wu Qing, Zhui Ming y Tie Shou. Cuando descubre que Chu Limo es la descendiente de Xia Hongyao, a quien le enseñó el arte de leer mentes, decide protegerla. |
| Hao Zejia                  | Nu Nu                  | 9                | Es la amiga de la infancia y hermana adoptiva de Leng Xie. Nu Nu es una descendiente de la tribu de lobos. |
| Meng Yixuan (Yixuan Li)    | Nangong Ruyin / Die Wu | 12               | Es el interés romántico de Wu Qing. Nangong es obligada a casarse con An Shidi, debido a su gran parecido con Hu Die. |
| Wang Shuang                | Mu Xue                 | -                | Es la Princesa de la Tribu Qing Ge, está enamorada de Wu Qing. |
| Jiang Yuchen               | Princesa Ziluo         | -                | Es la Princesa Imperial, Ziluo es una joven ingobernable y caprichoso, y aunque al inicio se siente atraída por Leng Xie, termina enamorándose de Zhui Ming. |

### Otros personajes
| Actor         | Personaje           | N.º de episodios | Notas |
| ------------- | ------------------- | ---------------- | --- |
| Yang Mingna   | Jiao Yang           | -                | Es el interés amoroso de Zhuge Zhenwo, y la jefa de Ming Yue Lou. |
| Chen Yun      | Ye'er               | -                | Es un buen amigo de Chu Limo y uno de los sirvientes de la mansión "Shen Hou".                                                                                                 |
| Wang Haiyang  | Yu Chuntong         | -                | Líder de "Liu Shan Men" y confidente de Shidi. |
| Liu Xin       | Liu Chunping        | -                | Es la sirviente principal de la mansión "Shen Hou", está enamorada de Leng Xie y Wu Qing.                                                                                      |
| Zhou Shaodong | Príncipe Xiang Wang | 9                | |
| Qian Yongchen | Yan Zhao            | -                | Es uno de los cuatro villanos de los detectives. |
| Zhou Muyin    | Tang Chou           | -                | Es uno de los cuatro villanos de los detectives. |
| Ma Wenlong    | Shu Wan             | -                | Es uno de los cuatro villanos de los detectives. |
| Cheng Cheng   | Zhao Hao            | -                | Es uno de los cuatro villanos de los detectives. |
| Li Tengjing   | Wen Ruyi            | -                | Es el sinónimo de muerte, a menudo crea venenos para dañar a las personas. |
| Ma Kui        | Wen Wuchang         | -                | Es el hijo de Wen Ruyu. |
| Ying Haoming  | Mo Erchi            | -                | Es el Príncipe Heredero de una tribu y está enamorado de Chu Limo, aunque ella no.                                                                                             |
| Liu Sitong    | Xia Hongyao         | -                | Es la madre de Chu Limo. Es una monja de la secta "Sheng Yue" que se especializa en leer las mentes de las personas. Anteriormente tuvo una relación con el padre de Leng Xie. |
| Qiu Yueli     | Chu Yanliang        | -                | Es el padre de Chu Limo. |

### Apariciones especiales
| Actor                   | Personaje      | N.º de episodios | Notas |
| ----------------------- | -------------- | ---------------- | --- |
| He Jiayi                | Ah Qi Na       | -                | Es el líder de la Secta "Sheng Yue".                                                                                                 |
| Michelle Bai (Bai Bing) | Jiu Wei Hu     | 7                | Es un Zorro de Nueve Colas y la esposa de Zhang Zheng.                                                                               |
| Han Dong                | Zhang Sheng    | -                | Es el esposo de Jiu Wei Hu, el Zorro de Nueve Colas.                                                                                 |
| Liu Changde             | Zhao Jinlong   | -                | |
| Zhang Meng              | Hui Lan        | 1                | Es la esposa de Zhao Jinlong. |
| Zheng Shuang            | Wen Bing'er    | 2                | Es la sobrina de Wen Ruyi y una médico con una discapacidad.                                                                         |
| Huang Ming              | Maestro Du     | -                | Es un hombre que está enamora de la Princesa Imperial Ziluo, sin embargo ella sólo lo usa como un peón para darle celos a Zhui Ming. |
| Zong Fengyan            | Maestro Wu Hen | -                | Es un playboy y un mujeriego. |
| Wu Jinyan               | He Xiaoyu      | -                | |

## Episodios
La serie estuvo conformada por 48 episodios, los cuales fueron emitidos todos los martes y miércoles a las 22:00.

## Música
La música de apertura de la serie fue "Hero in the Wind" (风中英雄) interpretada por Hans Zhang. 
Mientras que la música de cierre fue "Defying Missing You" interpretada por Mickey He.
| No. | Artista      | Canción                      | Música    | Escritor       | Notas               |
| --- | ------------ | ---------------------------- | --------- | -------------- | ------------------- |
| 1   | Hans Zhang   | Hero in the Wind (风中英雄)  | Tan Xuan  | Wu Muchan      | (canción de inicio) |
| 2   | Mickey He    | Defying Missing You (逆相思) | Tan Xuan  | He Hua         | (canción de cierre) |
| 3   | William Chan | Waiting Silently (无言守候)  | Luo Liwei | Cui Shu        |                     |
| 4   | Hu Xia       | Giving Up (放下)             | Chen Song | Ding Dingzhang |                     |

## Producción
La serie fue creada por el poeta chino Woon Swee Oan también conocido como "Wen Ruian".
Está basada en la última adaptación de la novela de Swee Oan, "Si Da Ming Bu" (四大名捕; The Four Great Constables).
Dirigida por Liang Sheng Quan y Huang Jun Wen, y escrita por Yang Lin Yan, Wang Zhang y Zheng You Qing, en la producción estuvo a cargo de Zhao Zhi Cheng y Tan Xin Guo.
Contó con el apoyo de las compañías de producción "H&R Century Pictures Co., Ltd" y "Enlight Media", y fue emitida por Hunan TV.

### Recepción
El drama fue un éxito comercial en China, mantuvo el lugar número uno en su intervalo de tiempo durante su transmisión, obteniendo una audiencia promedio de 0,729% (CSM50) y 0,82% (en todo el país). La serie fue especialmente popular entre el público más joven debido a su elenco principal masculino.

### Emisión en otros países
| País      | Título              | Cadenas                            | Fecha de Inicio      | Días                                                                      | Fecha de Finalización |
| --------- | ------------------- | ---------------------------------- | -------------------- | ------------------------------------------------------------------------- | --------------------- |
| Corea     | -                   | Chunghwa TV                        | 22 de junio de 2015  | 2 episodios Lunes a viernes a las 22:00                                   |                       |
| Indonesia | The Four Detectives | JakTV                              | 27 de mayo de 2017   | Sábado a domingo a las 20:30                                              |                       |
| Japón     | -                   | NECO                               | 21 de julio de 2017  | Viernes a las 19:00                                                       |                       |
| Malasia   | -                   | Astro HD                           | 12 de julio de 2015  | 5 episodios: domingos a las 13:00 Repetición: Lunes a viernes a las 18:00 |                       |
| Tailandia | -                   | Channel 7                          | 8 de mayo de 2017    | Lunes a jueves a las 2:10pm                                               |                       |
| Taiwán    | -                   | CTV Taiwan Zhongtian Entertainment | 5 de octubre de 2015 | Lunes a viernes a las 20:00                                               |                       |